# Dispositivo de extracción Kendrick

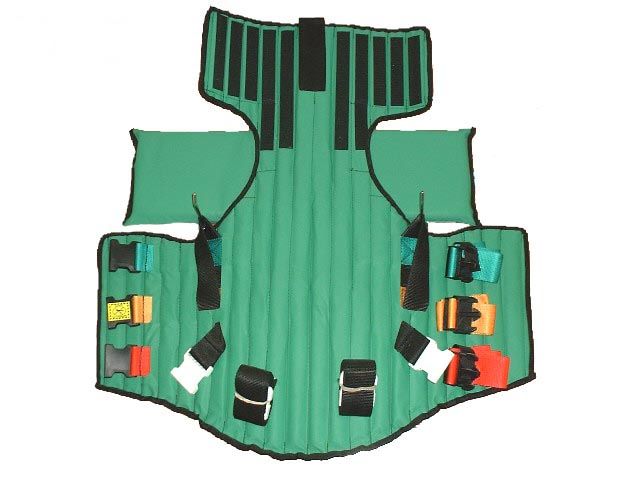
Diagrama de un dispositivo de extracción Kendrick.

Un dispositivo de rescate Kendrick (KED) es un instrumento empleado para extraer a las víctimas de accidentes automovilísticos. Por lo general, se encuentra en las ambulancias y es utilizado por personal especializado en emergencias médicas, paramédicos u otros rescatistas. Su diseño original fue concebido para liberar a pilotos de carreras. Normalmente utilizado junto con un collarín cervical, un KED es un aparato ortopédico semirrígido que asegura la cabeza, el cuello y el tronco en una posición anatómicamente neutra. Se afirma que su uso reduce la posibilidad de lesiones adicionales en estas regiones durante la extracción, aunque se ha cuestionado su valor, ya que falta evidencia que respalde su uso. El KED original fue diseñado por Richard Kendrick en 1978.

## Descripción
Por lo general, se emplean dos correas para la cabeza, tres correas para el torso y dos correas para las piernas con el fin de asegurar de manera adecuada el KED a la víctima. A diferencia de una tabla espinal larga o una camilla, el KED utiliza una serie de barras de madera o polímero dentro de una funda de nailon, lo cual permite a los socorristas inmovilizar el cuello y la parte superior de la columna vertebral para extraer a la víctima del vehículo u otro espacio confinado. Aunque también es posible utilizar un KED para inmovilizar a bebés y niños, siempre es preferible utilizar dispositivos de inmovilización pediátrica diseñados específicamente cuando sea posible. En caso de utilizar un KED para inmovilizar a un bebé o niño, es necesario emplear un acolchado adecuado para asegurar una inmovilización completa sin obstruir la evaluación continua del tórax y el abdomen, áreas vitales que deben ser monitoreadas constantemente.

## Solicitud
El dispositivo puede ser insertado rápida y fácilmente en el asiento de un vehículo por un solo socorrista, permite el acceso a las vías respiratorias y se adapta a cualquier tamaño corporal. Por lo general, un KED se utiliza sólo en víctimas hemodinámicamente estables; las víctimas inestables se liberan utilizando técnicas de liberación rápida sin la aplicación previa del KED.
Una vez que el KED se desliza en su posición, se asegura a la víctima con correas para evitar el movimiento. La primera correa que se asegura es la correa del medio del torso. Según el manual del usuario de KED, asegurar esta correa asegura la mayor área del dispositivo y, por lo tanto, proporciona la mayor estabilidad al tiempo que asegura el resto del dispositivo. A continuación se asegura la correa inferior del torso; sin embargo, la correa superior del torso no se asegura hasta justo antes de mover al paciente a la tabla espinal larga. Esto es para permitir que el paciente respire fácilmente mientras el resto del dispositivo está asegurado. A continuación de la correa inferior del torso se aseguran las correas de las piernas. Estos pueden aplicarse en forma "entrecruzada" (según el manual de usuario de KED, este es el método más utilizado) o aplicarse asegurándolos a sus respectivos lados. Si hay alguna evidencia de una lesión en la ingle, no se puede utilizar el método "cruzado". Después de la aplicación de las correas para las piernas, el espacio entre la cabeza y el dispositivo se rellena según sea necesario y se asegura la cabeza. Finalmente, justo antes de trasladar al paciente a una tabla espinal larga, se asegura la correa superior. Algunas escuelas enseñan este orden recordando la frase "Mi bebé se ve sexy esta noche" o "A los niños maoríes les encanta el Teke peludo", donde el comienzo de cada palabra significa correa del torso medio, correa del torso inferior, correas para las piernas, correa para la cabeza y correa del torso superior.
La almohadilla para la cabeza puede llevar la cabeza demasiado hacia adelante para que los paneles laterales la inmovilicen por completo. Se debe tener cuidado de asegurar la cabeza adecuadamente para mantener una inmovilización neutral. Si la cabeza está demasiado hacia adelante, la cabeza se lleva hacia atrás para alcanzar el KED a menos que se encuentre crepitación, dolor o resistencia. Si estos síntomas están presentes, se inmoviliza la cabeza en la posición encontrada.
Ha habido debate sobre el orden exacto de aplicación de las correas del torso, y algunos dicen que el orden no importa siempre que el torso esté asegurado antes que la cabeza. El manual de usuario del KED se utiliza a veces en estos debates: afirma que la razón por la que la correa superior está en último lugar es una función de la respiración y no el proceso de inmovilización en sí.

## Valor
Existe controversia sobre si el uso de un KED es realmente apropiado en la atención prehospitalaria. Un artículo de 2015 en el Journal of Paramedic Practice decía que, aunque el dispositivo se ha utilizado desde la década de 1970, su "adaptabilidad general en la atención al paciente debe considerarse con precaución" y existe una "falta de evidencia que respalde su uso". Un artículo de 1988 en el Canadian Medical Association Journal decía que el dispositivo "aún no se había evaluado en cuanto a su inmovilización de la columna cervical" y que "se debe abordar el papel y el rendimiento del dispositivo en el traslado de pacientes por carretera o aire... .

## Extracción rápida sin KED
Durante la extracción rápida, el paciente no es inmovilizado por un KED, sino que es sacado directamente del automóvil sobre una tabla trasera. Las razones para utilizar esta técnica incluyen:
- La escena es insegura.
- La condición del paciente es inestable.
- El paciente está bloqueando el acceso a otra víctima.[7]